# Rezerwat Kaniowski
Rezerwat Kaniowski (ukr. Канівський природний заповідник, Kaniwśkyj pryrodnyj zapowydnyk) – rezerwat przyrody w środkowej Ukrainie, leżący wzdłuż północno-wschodniego krańca Wyżyny Naddnieprzańskiej i obejmujący część prawego brzegu Dniepru i dwie wyspy zalewowe w samej rzece. Został utworzony w celu ochrony cennych siedlisk leśno-stepowych i zalewowych. Znany również ze stanowisk archeologicznych odkrytych na terenie parku.

## Flora
Na terenie rezerwaty występuje 990 gatunków roślin naczyniowych należących do 110 rodzin i 471 rodzajów. Największy obszar (ok. 1150 ha) rezerwatu zajmują europejskie lasy liściaste, w których przeważa buk.

## Fauna
Fauna rezerwatu jest typowo leśno-stepowa, najczęściej spotykanymi zwierzętami są sarny, borsuki i kuny. Występuje tu również około 233 gatunków ptaków.

## Archeologia
Na terenie rezerwatu odkryto kilka zabytków archeologicznych: 
- małe i duże osady scytyjskie z IV wieku p.n.e.;
- osady wczesnośredniowieczne z VIII do XII wieku;
- grodzisko Rodeń (VIII - XIII wiek) odkryte w trakcie systematycznych badań archeologicznych wzgórza Kniaża Hora przez Mykołę Bilasziwskiego w latach 1891-1892[4].

## Galeria

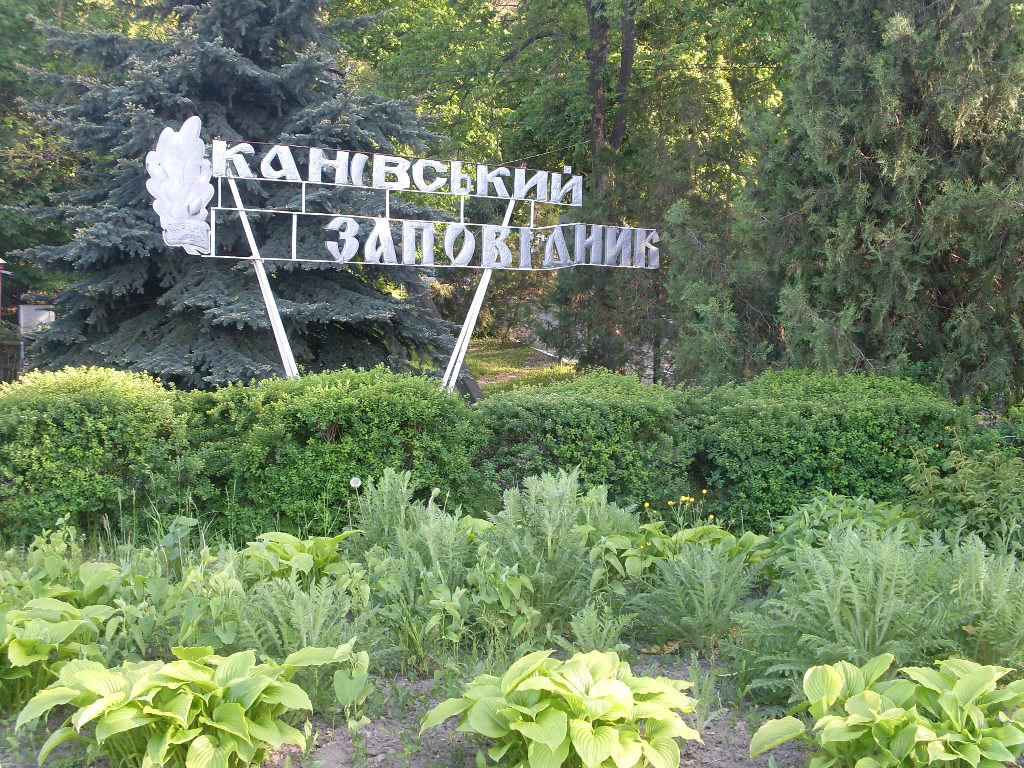
Znak rezerwatu
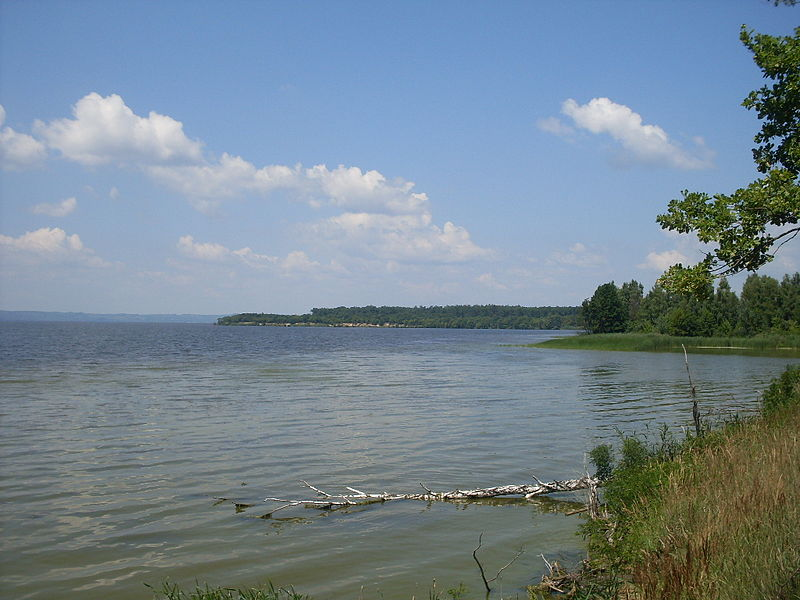
Jezioro na terenie rezerwatu
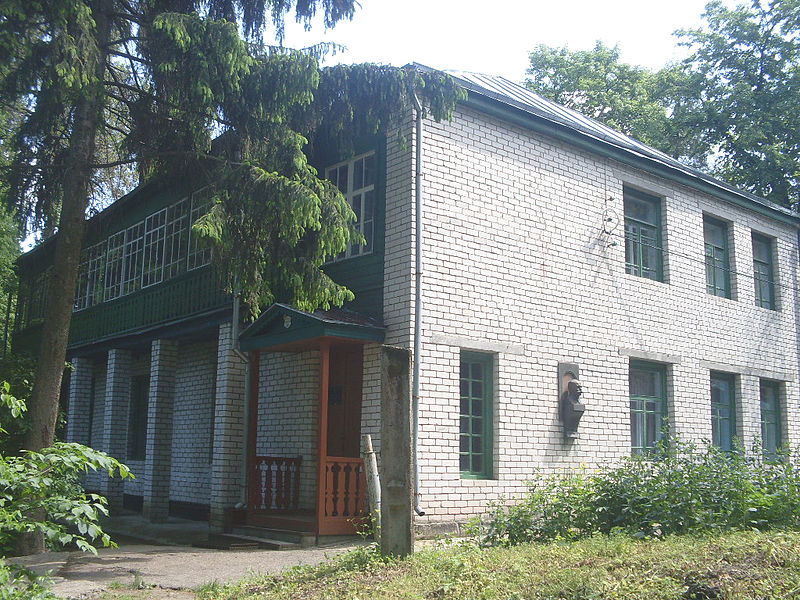
Muzeum w dawnym domie Mykoły Bilasziwskiego